# Luigi Calori
Luigi Calori (San Pietro in Casale, 8 febbraio 1807 – Bologna, 19 dicembre 1896) è stato un medico e anatomista italiano.

## Biografia

### Famiglia e formazione
Nacque a San Pietro in Casale l'8 febbraio 1807, figlio di Francesco Calori (medico condotto del paese) e Teresa Gibelli.
Trascorse la sua infanzia tra le guerre, le riforme e i fermenti del periodo napoleonico. La sua prima istruzione gli fu data in casa, dove poté conoscere il significato della professione del medico. Proseguì i suoi studi a Ferrara dove, ospite di una zia paterna, frequentò un istituto scolastico retto dai Gesuiti per cinque anni, per terminare la sua formazione filosofica e letteraria a Bologna. 
All'età di 17 anni si iscrisse alla facoltà di medicina presso l'Università di Bologna, conseguendo, nel 1829, la laurea ad honorem. Calori iniziò l'università in un momento in cui era già in atto la rivoluzione della medicina, che stava trasformando profondamente la società. Allievo di Francesco Mondini presso l'Istituto Anatomico, conseguita la laurea, rimase presso il maestro, e nel 1830 ottenne la nomina a prodissettore e l'anno dopo quella a capo dissettore.

### L'Accademia di belle arti
In quegli anni di studio ebbe modo di conoscere numerosi esponenti della cultura italiana tra cui Gioachino Rossini. Nel 1833, dopo la morte di Mondini, venne nominato supplente della cattedra di anatomia, che resse fino al 1835, quando, apprezzato per le sue competenze, iniziò ad insegnare anatomia pittorica presso l'Accademia di belle arti di Bologna. Subito dopo la sua nomina si dedicò all'ampliamento del Museo anatomico e creò quello di craniologia. Calori si applicò con molto entusiasmo all'utilizzo del metodo topografico nell'insegnamento, arricchendo l'istituto di due apparati scheletrici completi e numerosi modelli plastici di scheletri umani e animali. Per molto tempo collaborò con Cesare Bettini, che eseguì numerose tavole litografiche, utilizzate sia nelle pubblicazioni scientifiche di Mondini che di Calori; insieme realizzarono numerosi preparati anatomici più grandi del naturale che, riguardanti malformazioni congenite ed altre patologie, sono conservati presso il Museo delle cere anatomiche Luigi Cattaneo di Bologna.

### Ultimi anni di vita

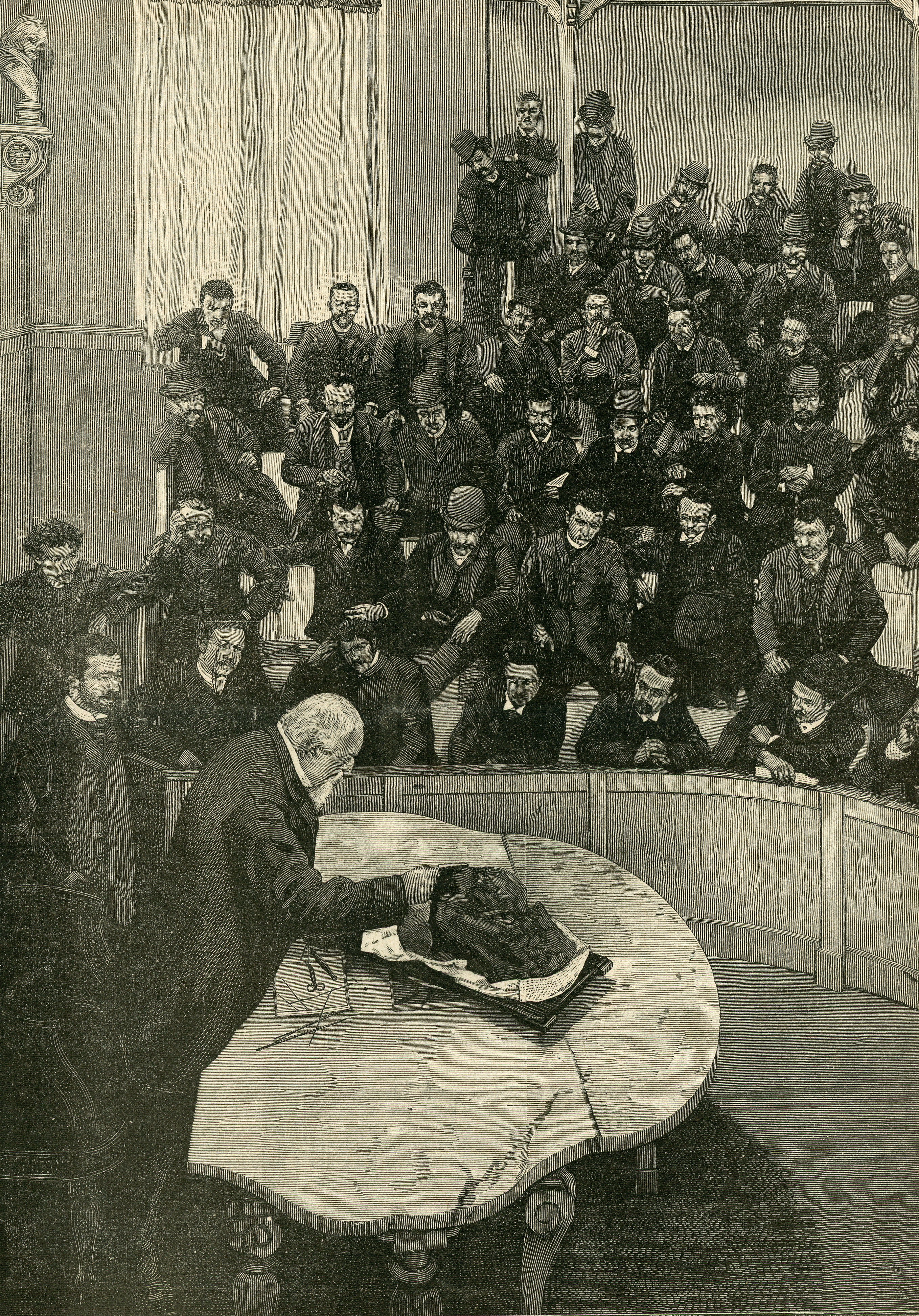
Una lezione d’anatomia del prof. Calori nell’Università di Bologna.

Nel 1844 divenne alunno dell'Accademia benedettina, ma solamente dieci anni dopo ne divenne membro effettivo. L'11 settembre 1844, dopo aver discusso la tesi "De axe cerebro-spinali", gli fu assegnata la Cattedra di Anatomia umana dell'Università di Bologna, che mantenne per 52 anni, ma soprattutto diresse il Museo anatomico bolognese, dal 1850 fino al giorno della sua morte nel 1896. A questo proposito, in un articolo apparso sul «Resto del Carlino» pochi giorni dopo la sua scomparsa è scritto:
(Resto del Carlino n. 355 del 26 dicembre 1896)
È sepolto nella Certosa di Bologna, nel braccio nuovo del Chiostro V.

## Opera scientifica

### Anatomia
Calori visse in un'epoca in cui l'anatomia, prima ridotta alle sole conoscenze mediche e chirurgiche, iniziava ad allargarsi verso esperienze scientifiche sempre più specialistiche.
Anche per lui può valere il giudizio di Salvatore De Renzi:
(Salvatore De Renzi)

#### Anatomia normale
Le osservazioni e le descrizioni morfologiche di Calori gli garantirono una fama internazionale nel campo dell'anatomia. La sua opera di maggiore respiro nel campo dell'anatomia umana normale furono le Tavole anatomiche rappresentanti la struttura del corpo umano e loro spiegazione a fronte, pubblicate in due volumi a Bologna (1850-1853), costituite da 196 tavole molto apprezzate dai cultori della materia, molte delle quali sono state riprese da L. Testut e da altri autori nelle loro opere.
A conferma di ciò l'anatomista Guglielmo Romiti disse: 
(Guglielmo Romiti)
La nascita dell'anatomia "generale", come studio di ogni formazione più semplice ed elementare del corpo umano, insieme ai complessi sistemi di parti similari, composti da più tessuti, era uno dei risultati più importanti di quel tempo. Costituiva, quindi, la sintesi tra tutte le particolarità mostrate dall'indagine microscopica. Calori però ne rimase sostanzialmente estraneo, infatti i suoi studi si concentrarono su capitoli ancora incerti, come i rapporti tra le diramazioni arteriose e venose della milza, la corda del timpano, le varietà muscolari dell'arto superiore e del tronco. Egli, inoltre, effettuò numerose ricerche a carattere morfologico descrittivo sull'occhio umano, lasciando una netta impronta nella craniologia, che a quel tempo era oggetto di attenzione di molti studiosi.

#### Anatomia comparata
Leggendo la commemorazione scritta da Giovanni Martinotti su Luigi Calori, è significativa la critica a lui mossa per non aver promosso lo studio dell'istologia a Bologna. Per smentire questa accusa, è sufficiente considerare le pubblicazioni di Calori sull'anatomia comparata. Circa trent'anni della sua vita sono caratterizzati da studi sulla morfologia di tutte le specie animali. Importante, infatti, è la sua pubblicazione del 1851 sull'axolotl, in cui, con l'utilizzo del microscopio, documentò la struttura dell'apparato olfattivo, della mucosa orale, delle branchie, dei polmoni, della vescica urinaria e delle ovaie di questo anfibio. Egli riuscì a dimostrare che l'axolotl subisce una metamorfosi in cui, con la scomparsa delle branchie, rimangono solo i polmoni, come avviene per le salamandre, le rane ed i rospi. La conferma della sua teoria giunse a Parigi nel 1865, quando alcuni axolotl improvvisamente si trasformarono in salamandre adulte. Calori, però, non si limitò solamente alle osservazioni sull'apparato branchiale, sul polmone e sull'apparato cardiovascolare ed uro-genitale dell'axolotl ma esaminò tutta l'anatomia dell'anfibio, di cui è interessante anche la struttura dell'encefalo. Oltre a questo importante studio morfologico, Calori ne effettuò molti altri su anfibi e rettili, caratterizzati dall'utilizzo del microscopio e della microdissezione, ancora una volta a smentita delle critiche di Martinotti.

### Teratologia
Calori riguardo alla teratologia affermava che:
(Luigi Calori)
Nel campo della teratologia, egli viene considerato l'iniziatore di una vera e propria scuola, che culminerà con l'opera del suo allievo Cesare Taruffi. Calori, per realizzare alcune ricerche sulla presenza di circuiti linfatici sottocutanei connessi alla circolazione dei visceri, utilizzò una tecnica che aveva messo a punto, ossia l'iniezione di condotti linfatici con soluzioni colorate fluide che permettevano la diffusione del liquido anche nelle diramazioni più sottili. A conferma della sua bravura come teratologo, le rappresentazioni più belle del Museo di anatomia patologica sono le sue: gli scheletri naturali, ancora uniti dalle articolazioni originarie, o i preparati essiccati, sono ancora ben conservati dopo quasi due secoli. I vasi, che aveva iniettato con coloranti, i nervi e i visceri sono ancora ben riconoscibili. Calori, però, contrariamente allo zoologo francese Isidore Geoffroy Saint-Hilaire, fondatore dell'anatomia comparata, al quale si ispirò per la nomenclatura utilizzata, non riteneva che le malformazioni seguissero schemi precisi per realizzarsi, e che potessero essere classificate in modo attendibile. Egli, però, continuò ad utilizzare il metodo della nomenclatura binomiale. Alla teratologia sono anche collegati gli studi morfologici su anfibi e rettili, che evidenziano il suo grande interesse per il sistema dei vasi linfatici, che lo porterà, nel 1891, ad opporsi al ruolo attribuito a Marcello Malpighi nella scoperta della struttura dei linfonodi. Calori, infatti, dimostrerà che l'assenza dei linfonodi è causata da complessi aggregati di cellule, che descrive come linfociti e istiociti, distinti dalla rete vasale. Egli, però, anche se nel giusto, ritenne di non aver scoperto nulla, poiché già nel Seicento Malpighi aveva scritto le stesse cose. Calori, successivamente, studiò il caso dei gemelli siamesi, descrivendo il punto nodale di tale malformazione, individuando nella placenta la presenza di comunicazioni vasali tra i due feti, attraverso le quali un gemello manda sangue all'altro. Interessante fu anche il suo studio sulla sirenomelia, in cui evidenziò le caratteristiche tipiche di questa malattia: assenza dei reni e della vescica e scarso sviluppo dei polmoni. Inoltre, suppose, correttamente, che la causa della malformazione consistesse nello scarso sviluppo dell'osso sacro.

### Lettere
Oltre alla sua grande cultura scientifica, Calori aveva anche una predisposizione per le lettere. Dei suoi anni giovanili ci restano due poesie: A Guerra, celebre saltatore equestre, composta nel 1825, e sul Natale, scritta nel 1826. Nel 1844 scrisse anche un racconto in prosa intitolato La campanella dello studio, in cui Calori affermò la grande importanza dello studio, che a parer suo, nell'Italia del tempo, non era abbastanza coltivato. Appassionato anche di studi filologici, divenne socio della Regia Commissione pei Testi di Lingua delle Provincie dell'Emilia per poi curare l'edizione dei testi volgarizzati di due opere storiche: "La guerra giudaica" di Giuseppe Flavio e l'Epitome della storia romana da Romolo infimo a Cesare Augusto di Lucio Anneo Floro. Nel 1878 pubblicò il Volgarizzamento della istoria delle guerre giudaiche di Josefo Ebreo cognomitato Flavio, servendosi delle edizioni a stampa di Rufino. Successivamente, nel 1883, pubblicò l'Epitome della storia romana da Romolo infino a Cesare Augusto di Lucio Anneo Floro antico volgarizzamento anonimo tratto da un manoscritto inedito, anche se pochi anni prima Antonio Ceruti aveva pubblicato un suo volgarizzamento di quest'opera tratta da un manoscritto della Biblioteca Ambrosiana. Infine, Calori scrisse anche alcune iscrizioni da collocare in luoghi in cui avevano vissuto personaggi illustri, tra i quali la casa in cui abitò Ulisse Aldrovandi, e la casa dove aveva vissuto Pier Crescenzi.

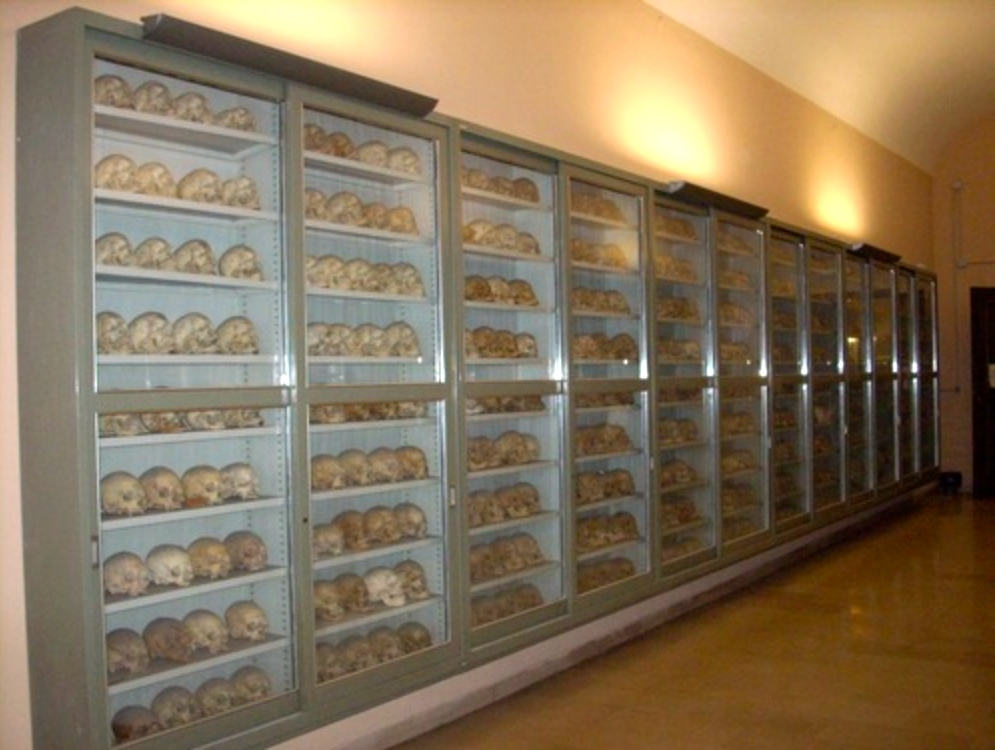
Collezione di Luigi Calori di oltre duemila crani umani presente nella Collezione delle cere anatomiche Luigi Cattaneo

### Antropologia
Calori sin dai primi anni delle sue ricerche, si interessò allo studio dell'antropologia. Effettuò numerose ricerche di craniologia, raccogliendo oltre duemila crani appartenenti a diverse categorie umane di differenti estrazioni geografiche. Questa collezione, che attualmente è oggetto di molte ricerche in vari settori medici specialistici, occupa un'importante sezione del Museo delle Cere Anatomiche "Luigi Cattaneo", di cui Calori è considerato il fondatore. All'età di sessant'anni iniziò uno studio sistematico sulla distribuzione del tipo di cranio brachicefalo o dolicocefalo nelle regioni italiane. Eseguendo alcune misurazione sui crani della sua collezione, giunse alla conclusione che il tipo brachicefalo fosse predominante nell'Italia settentrionale e centrale, mentre il dolicocefalo prevalesse nelle regioni del sud, essendo state soggette a numerose invasioni barbariche.
Arrivò così ad affermare che:
(Luigi Calori)
Proseguì le sue ricerche con uno studio, pubblicato nel 1870, in cui svolse un esame comparativo di crani brachicefali e dolicocefali e dei rispettivi cervelli, con lo scopo di individuare eventuali differenze morfologiche e dimensionali. La grande passione di Calori per l'antropologia lo porterà, infine, ad uno studio storico-antropologico sulla stirpe che aveva popolato l'antica necropoli della Certosa di Bologna, concludendo che questa necropoli fosse felsineo-etrusca.

## Cariche e riconoscimenti

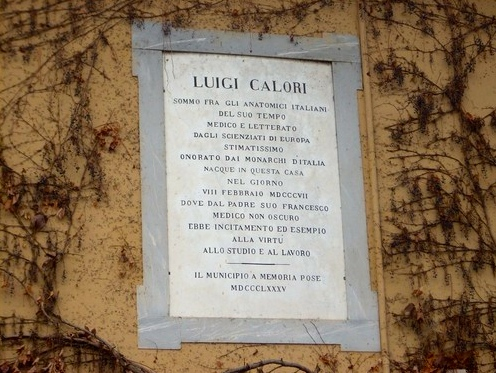
Epigrafe dedicata a Luigi Calori sulla facciata della casa natia a San Pietro in Casale

Calori, durante la sua lunga vita, raggiunse i vertici dell'amministrazione d'ateneo. Fu, infatti, preside della facoltà di medicina (1869-72 e 1882-85) e rettore dell'Università di Bologna (1876-77). Nella stessa città fu, inoltre, presidente sia dell'Accademia delle Scienze (1863-71, 1880-81 e 1884-88) sia della Società Medico-Chirurgica (1856 e 1888).
Umberto I di Savoia lo nominò commendatore dell'Ordine dei Santi Maurizio e Lazzaro, in occasione della cerimonia promossa dall'Accademia delle Scienze per onorare i suoi cinquanta anni di insegnamento.
Quando era ancora in vita, il consiglio comunale di San Pietro in Casale, con deliberazioni del 3 febbraio e del 1º maggio 1875, gli dedicò la piazza principale del paese, vicino al giardino del monumento ai Caduti, e pose un'epigrafe sulla facciata della casa natia. Infine, all'interno della sede municipale, è conservato un suo busto marmoreo, realizzato dallo scultore Carlo Monari nel 1876.
Anche a Bologna gli venne intitolata una strada nel 1929, mentre nel 1907 nel Pantheon della Certosa venne collocato un suo busto, opera di Giuseppe Romagnoli.

## Scritti principali
- Storia di un mostro umano anencefalo con imperfezione del naso e con labbro leporino mediano complicato, 1838, su books.google.it.
- Sui rapporti esistenti fra le più cospicue diramazioni arteriose e venose, diramate per la milza dell'uomo e dei mammiferi domestici. Ricerche storiche ed osservazioni anatomiche, 1848, pp. 563
- Tavole anatomiche rappresentanti la struttura del corpo umano, Tipografia Sassi nelle Spaderie, 1850-53 (vol. I e vol. II)
- Sull'anatomia dell'Axolotl, 1851, pp. 269
- Sulla corda del timpano, 1852, pp. 143
- Sulla struttura dell'Helamys caffer F. Cuvier, 1854, su books.google.it.
- Sul corso e sulla distribuzione delle arterie della cavità del timpano, 1856, su archive.org.
- Sopra un Sirenomelo (Sirenomeles Isidore Geoffroy Saint-Hilaire), 1859, pp. 345
- Sulla parte dovuta al Malpighi nello scoprimento della struttura delle ghiandole linfatiche, sul loro inviluppo venoso e la rete venosa collegante di esse, in Memoria dell'Accademia delle Scienze, 1891, pp. 75